# China nos Jogos Olímpicos de Inverno da Juventude de 2012
A China participa dos Jogos Olímpicos de Inverno da Juventude de 2012, a serem realizados em Innsbruck, na Áustria. A delegação chinesa conta com um total de vinte e três atletas, que disputam nove modalidades.

## Medalhistas
| Medalha           | Nome               | Esporte                 | Evento                | Data   |
| ----------------- | ------------------ | ----------------------- | --------------------- | ------ |
| Medalha de ouro   | Liu An             | Patinação de velocidade | 500m masculino        | 14 Jan |
| Medalha de ouro   | Cheng Fangming     | Biatlo                  | sprint masculino      | 15 Jan |
| Medalha de ouro   | Yan Han            | Patinação Artística     | masculino solo        | 16 Jan |
| Medalha de ouro   | Yu Xiaoyu Jin Yang | Patinação artística     | duplas                | 16 Jan |
| Medalha de ouro   | Fan Yang           | Patinação de velocidade | 1500m masculino       | 16 Jan |
| Medalha de prata  | Shi Xiaoxuan       | Patinação de velocidade | 500m feminino         | 14 Jan |
| Medalha de prata  | Liu An             | Patinação de velocidade | 1500m masculino       | 16 Jan |
| Medalha de bronze | Cheng Fangming     | Biatlo                  | Perseguição masculina | 16 Jan |
| Medalha de bronze | Li Zijun           | Patinação artística     | Feminino solo         | 17 Jan |